# 南方作战指挥部
南部作战司令部（OC South）是乌克兰陆军在乌克兰南部設立的一个军区，該軍區于1998年1月在敖德萨军区的基础上成立，當時总部位於敖德萨。2015年，南方作战指挥部的总部从敖德萨迁至尼古拉耶夫 。
南方作战指挥部管轄範圍包括10个州和1个自治共和国，分別是敖德萨州、基洛夫格勒州、尼古拉耶夫州、文尼察州、赫尔松州、第聂伯罗彼得罗夫斯克州、扎波罗热州、哈尔科夫州、卢甘斯克州、顿涅茨克州和克里米亚自治共和国。

圖中深綠色區域為南方作战指挥部的指揮範圍

## 當前結構

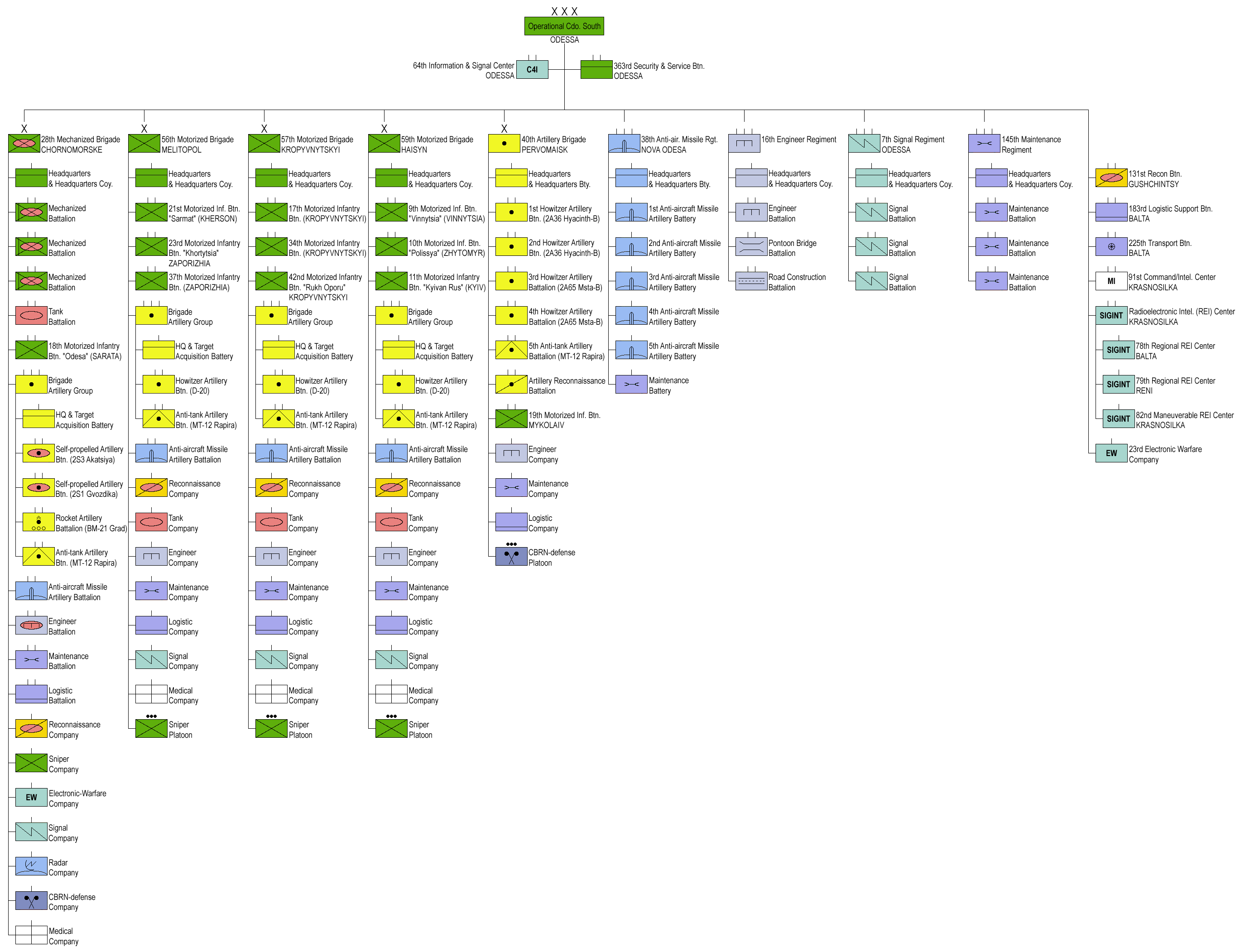
2017 年南方作战指挥部的指揮結構。

南部作戰司令部負責指揮文尼察、敖德薩、尼古拉耶夫、基洛夫格勒及赫爾松州的地面部隊，詳情如下：
- 南方作戰司令部，敖德薩
  - 第 28 機械化旅, 黑海村
  - 第 56 摩托化旅, 梅利托波爾
  - 第 57 摩托化旅, 克羅皮夫尼茨基
  - 第 59 摩托化旅, 海辛
  - 第 40 砲兵旅, 五一城
  - 第 38 防空導彈團，新敖德薩
  - 第 7 信號團，敖德薩
  - 第 16 工兵團，
  - 第 145 維修團，
  - 第 131 偵察營，胡希欽齊 (Hushchyntsi)
  - 第 183 後勤支援營，巴爾塔
  - 第 225 運輸營，巴爾塔
  - 第 363 安全與服務營，敖德薩
  - 第 91 指揮與情報中心，克拉斯諾西爾卡 (Krasnosilka)
  - 第 64 信息與信號中心，敖德薩
  - 區域無線電電子情報 (REI) 中心，克拉斯諾西爾卡
    - 第 78 REI 中心，巴爾塔
    - 第 79 REI 中心，雷尼
    - 第 82 機動 REI 中心，克拉斯諾西爾卡

  - 第 23 電子戰連

此外，其他受南方作战指挥部指揮的烏克蘭武裝部隊分別是：
- 陸軍:
  - 第 11 陸軍航空旅，位於赫爾松
- 空突部隊:
  - 第 45 空中突擊旅，位於博爾赫拉德
  - 第 79 空中突擊旅，在尼古拉耶夫
  - 第 81 空中機動旅，位於赫爾松
- 海軍:
  - 第 36 獨立海軍陸戰旅，尼古拉耶夫
  - 第 406 海岸砲兵旅，尼古拉耶夫
  - 第 32 火箭砲兵團，位於阿爾特斯托夫 (Altestove)
- 空軍:
  - 第 160 防空導彈旅，位於敖德薩
  - 第 208 防空導彈旅，位於赫爾松
  - 第 201 防空導彈團，位於五一城
- 特種部隊:
  - 第 3 特種部隊團，位於 克羅皮夫尼茨基
- 國土防衛隊
  - 第120國土防衛旅
  - 第121國土防衛旅
  - 第122國土防衛旅
  - 第123國土防衛旅
  - 第124國土防衛旅

## 外部鏈接
- Land Forces of Ukraine （页面存档备份，存于）
- Southern Operational Command